# Chevaliergarde

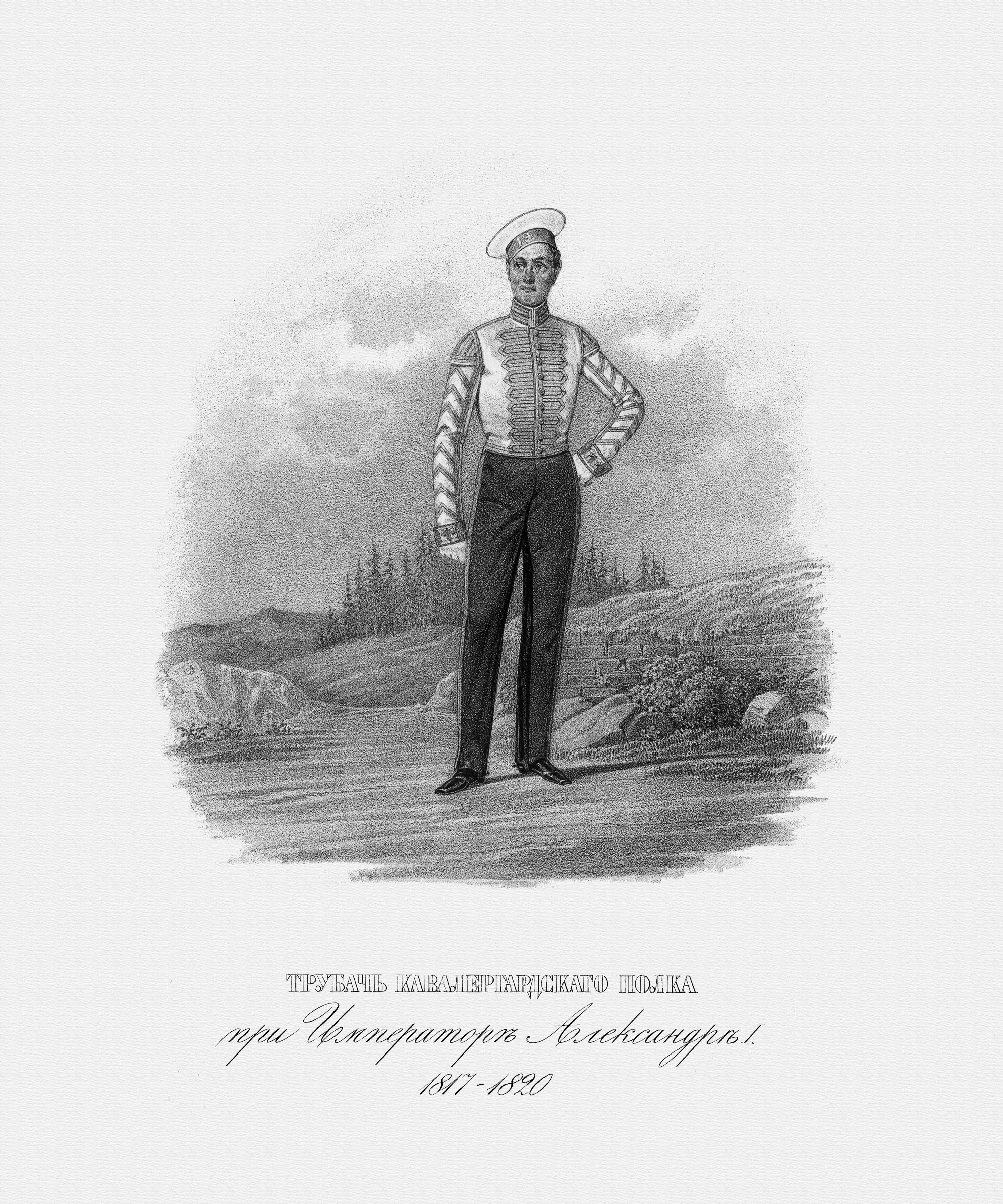
Trompeter der Chevaliergarde in Stalluniform, 1817–1820

Die Chevaliergarde (russisch Кавалергардский полк), das erste Garde-Kürassierregiment der russischen Armee, wurde im 18. Jahrhundert durch Katharina die Große formiert. Anfangs war sie eine nur aus Offizieren bestehende Leibwache der Zaren, seit 1800  wurde sie auch als Feldtruppe verwendet.